# نادر فلاح
نادر فلاح (زاده ۱۴ شهریور ۱۳۵۲ در کرمان)، بازیگر و کارگردان سینما، تئاتر و تلویزیون اهل ایران است.
فلاح، فعالیت‌های نمایشی خود را از سال ۱۳۶۸ در کرمان آغاز کرد. او با فیلم چند کیلو خرما برای مراسم تدفین به صورت جدی، وارد عرصه سینما شد. وی با فیلم چند متر مکعب عشق بیشتر مورد توجه قرار گرفت و با بازی قابل توجه خودش توانست جایزه بهترین بازیگر نقش مکمل مرد جشن خانه سینما را دریافت کند و نامزد جایزه جشن حافظ و جشنواره فیلم شهر شود. فلاح در سال ۱۳۹۵ با دو فیلم در سی و پنجمین دوره جشنواره فیلم فجر حضور داشت و نامزد جایزه بهترین بازیگر نقش مکمل مردانه شد.
وی دارای تحصیلات کارشناسی ادبیات نمایشی (۱۳۷۸) از دانشکده هنر و معماری دانشگاه آزاد اسلامی تهران و کارشناسی ارشد کارگردانی نمایش (۱۳۹۰) از دانشکده هنر و معماری دانشگاه آزاد اسلامی واحد تهران است.

## فیلم‌شناسی

### سینما
- خدای جنگ (۱۴۰۳)
- عینک قرمز (۱۴۰۳)
- شور عاشقی (۱۴۰۲)
- آسمان غرب (۱۴۰۲)
- ملاقات خصوصی (۱۴۰۰)[۱]
- لختگی (۱۴۰۰)
- خانه ارواح (۱۳۹۹)
- کارزار (۱۳۹۸)
- لایه‌های دروغ (۱۳۹۷)
- ما همه با هم هستیم (۱۳۹۷)
- مردی بدون سایه (۱۳۹۷)
- بازی‌های مردانه (۱۳۹۶)
- درخونگاه (۱۳۹۶)
- شب تولد (۱۳۹۵)
- یک کامیون غروب (۱۳۹۵)
- همچنان که می‌مردم (۱۳۹۵)
- اگزما (۱۳۹۵)
- انزوا (۱۳۹۵)
- دریاچه ماهی (۱۳۹۵)
- سد معبر (۱۳۹۵)
- مالیخولیا (۱۳۹۵)
- اژدها وارد می‌شود! (۱۳۹۴)
- گیتا (۱۳۹۴)
- لانتوری (۱۳۹۴)
- خانه دختر (۱۳۹۳)
- خداحافظی طولانی (۱۳۹۳)
- دریا و ماهی پرنده (۱۳۹۳)
- طعم شیرین خیال (۱۳۹۳)
- چند متر مکعب عشق (۱۳۹۲)
- خط ویژه (۱۳۹۲)
- طبقه هساث (۱۳۹۲)
- جیب بر خیابان جنوبی (۱۳۹۰)
- پذیرایی ساده (۱۳۹۰)
- سوت پایان (۱۳۸۹)
- بی‌پولی (۱۳۸۶)
- چند کیلو خرما برای مراسم تدفین (۱۳۸۴)

### تلویزیون
| سال  | عنوان           | نقش | کارگردان            | یادداشت  |
| ---- | --------------- | --- | ------------------- | -------- |
| ۱۴۰۳ | رخنه            |     | علی غفاری           | شبکه یک  |
| ۱۴۰۲ | عشق کوفی        |     | حسن آخوندپور        | شبکه سه  |
| ۱۴۰۲ | آتش و باد       |     | مجتبی راعی          | شبکه سه  |
| ۱۴۰١ | زیرخاکی ۳       |     | جلیل سامان          | شبکه یک  |
| ۱۴۰۰ | زیرخاکی ۲       |     | جلیل سامان          | شبکه یک  |
| ۱۳۹۹ | زمین گرم        |     | سعید نعمت‌الله       | شبکه سه  |
| ۱۳۹۹ | زیرخاکی ۱       |     | جلیل سامان          | شبکه یک  |
| ۱۳۹۸ | سرگذشت          |     | سید جمال سیدحاتمی   | شبکه یک  |
| ۱۳۹۸ | دریا نزدیک است  |     | علی موسی مهدی‌پور    | شبکه سه  |
| ۱۳۹۶ | عقیق            |     | بهرنگ توفیقی        | شبکه سه  |
| ۱۳۹۴ | جاده قدیم       |     | بهرام بهرامیان      | شبکه یک  |
| ۱۳۹۲ | یادآوری         |     | حجت قاسم‌زاده اصل    | آی‌فیلم   |
| ۱۳۹۲ | سرزمین مادری    |     | کمال تبریزی         | شبکه سه  |
| ۱۳۹۰ | ششمین نفر       |     | بهمن گودرزی         | شبکه سه  |
| ۱۳۸۵ | بوی خوش زندگی   |     | علی شاه‌حاتمی        | شبکه پنج |
| ۱۳۸۳ | سایه آفتاب      |     | محمدرضا آهنج        | شبکه سه  |
| ۱۳۸۲ | عروس            |     | پویان طایفه         | شبکه دو  |
| ۱۳۷۹ | جای نزدیک آسمان |     | حسین حبیبی خلیفه لو | شبکه دو  |

### نمایش خانگی
| سال  | عنوان         | نقش | کارگردان        | یادداشت                             |
| ---- | ------------- | --- | --------------- | ----------------------------------- |
| ۱۴۰۲ | حیثیت گمشده   |     | سجاد پهلوان‌زاده | پخش در شبکه اینترنتی فیلیمو         |
| ۱۴۰۱ | خون سرد       |     | امیرحسین ترابی  | پخش در شبکه اینترنتی فیلم‌نت         |
| ۱۴۰۱ | نوبت لیلی     |     | روح‌الله حجازی   | پخش در شبکه اینترنتی نماوا          |
| ۱۴۰۰ | آهوی من مارال |     | مهرداد غفارزاده |                                     |
| ۱۳۹۸ | کرگدن         |     | کیارش اسدی‌زاده  | پخش در شبکه اینترنتی نماوا و فیلیمو |
| ۱۳۹۴ | ابله          |     | کمال تبریزی     |                                     |

### تئاتر

#### کارگردانی
- کارگردانی تئاتر " مختلف الاضلاع " نوشته: سهند خیرآبادی، بازیگران: میترا حجار و نادر فلاح اجرا سال ۹۸ در تماشاخانه سپند
- کارگردان مشترک نمایش «دو به دل» برگزیده جشنواره تئاتر استان کرمان و جشنواره منطقه‌ای زاهدان، اجرا شده در جشنواره بین‌المللی تئاتر فجر سال ۱۳۸۹، تالار محراب تهران
- کارگردان مشترک نمایش «افق در آوای پرندگان زرد» بخش مسابقه جشنواره بین‌المللی تئاتر فجر سال ۱۳۹۰، تالار حافظ تهران

#### بازیگری تئاتر
- « پرده خانه » ، کارگردان : گلاب آدینه ، نویسنده : بهرام بیضایی ، پردیس تیاتر شهرزاد ( ۱۴۰۱)
- "اوج طوفان"، کارگردان: مسعود صالحی، نویسنده: فلوریان زلر، عمارت نوفل لوشاتو (آبان۱۴۰۱ )
- «هرکسی یا شب می‌میرد یا روز» کارگردان: مهدی بوسلیک نویسنده: سجاد افشاریان (۱۳۹۳) خانه هنرمندان سالن انتظامی
- "ماسک"، کارگردان: بهزاد اقطاعی، پردیس تئاتر شهرزاد، (۱۳۹۸)
- آلفرد، کارگردان: هادی عامل، تماشاخانه ایرانشهر (۱۳۹۸)
- " زهرماری " کارگردان: علی احمدی " ۱۳۹۷ در سالن تئاتر پالیز و سالن تئاتر حافظ در مجموع ۱۰۰ اجرا
- " سرحدات لیر " بر اساس لیر شاه ویلیام شکسپیر کارگردان: مهتاب شکریان، سالن تئاتر مستقل تهران سال ۱۳۹۷
- " دریبل " کارگردان سعید دشتی، سالن تئاتر پالیز ۱۳۹۶
- " غسالخونه " کارگردان: مصطفی ملک مکان، تالار حافظ، ۱۳۹۶
- «سیاها» کارگردان «حامد محمدطاهری»، تهران، تئاترشهر، تالار خورشید، ۱۳۷۸؛ و اجرا در هفته نمایش‌های ایرانی (اندر روهر، آلمان) و (پارما، ایتالیا) ۱۳۷۹
- «ویتسک: پادشاه زمین» کارگردان «حسین ذوقی»؛ تهران، خانه هنرمندان ایران، کارگاه تجربه؛ سال۱۳۸۳
- «الوتریا» کارگردان «وحید رهبانی» و «محمدرضا جوزی»، تهران، تئاترشهر، کارگاه نمایش و بخش جنبی جشنواره فجر ۱۳۸۴
- «گاهی بخند دراکولا» به کارگردانی «بابک دقیقی»؛ تهران، تئاترشهر، کارگاه نمایش؛ و بخش جنبی جشنواره فجر ۱۳۸۵
- «ضحاک» کارگردان «ایزومی آشیزاوا» کار مشترک ایران و ژاپن، تالار مولوی ۱۳۸۶
- «لعبت بازی در نیم ترنج پته کرمان» کارگردان «بابک دقیقی» جشنواره بین‌المللی آنکارا (کاتماندو) ترکیه، ۱۳۸۷
- «دو به دل» کارگردان «جلیل امیری، نادر فلاح»، جشنواره بین‌المللی تئاتر فجر ۱۳۸۹

## جوایز و نامزدی‌ها
- نامزد دریافت جایزه بهترین بازیگر نقش مکمل مرد برای بازی در فیلم «سد معبر» در جشن خانه سینما ۱۳۹۷ و جشن منتقدین سینمای ایران و جشن دنیای تصویر ۱۳۹۷
- نامزد سیمرغ بلورین بهترین بازیگر نقش مکمل مرد برای بازی در فیلم سد معبر و انزوا سی و پنجمین دوره جشنواره فیلم فجر ۱۳۹۵
- دیپلم افتخار و تندیس زرین بهترین بازیگر نقش مکمل مرد برای بازی در فیلم «چند متر مکعب عشق» جشن خانه سینما ۱۳۹۴
- نامزد تندیس حافظ بهترین بازیگران مرد برای فیلم «چند متر مکعب عشق» جشن دنیای تصویر ۱۳۹۴
- لوح تقدیر جشنواره تئاتر فجر بهترین بازیگر مرد جشنواره تئاتر فجر ۱۳۹۳
- جایزه بهترین بازیگر جشنواره بین‌المللی فیلم شهر ۱۳۹۲
- جایزه بهترین بازیگر جشنواره بین‌المللی فیلم سلیمانیه ۲۰۰۴
- جایزه کارگردان برگزیده جشنواره تئاتر استان کرمان و جشنواره منطقه‌ای زاهدان
- جایزه اول بازیگری استان کرمان